# Andy Murray
Sir Andrew Barron „Andy“ Murray, OBE (* 15. Mai 1987 in Glasgow) ist ein ehemaliger britischer Tennisspieler aus Schottland.
Er war 41 Wochen lang Führender der Weltrangliste. Diese Position erreichte er erstmals am 7. November 2016. In seiner Karriere gewann Murray 46 Titel im Einzel sowie zwei Titel im Doppel. Seine größten Erfolge waren dabei der Gewinn der US Open 2012, der Wimbledon Championships 2013 und 2016, der ATP World Tour Finals 2016 sowie der Goldmedaillen bei den Olympischen Sommerspielen 2012 und 2016 jeweils im Einzel. Damit ist Murray der erste Tennisspieler, der zweimal in Folge Olympiagold im Einzel gewann. Außerdem spielte er die Hauptrolle beim Gewinn des Davis Cups 2015.
Von 2024 bis Mitte 2025 war er als Trainer von Novak Đoković tätig.

## Leben

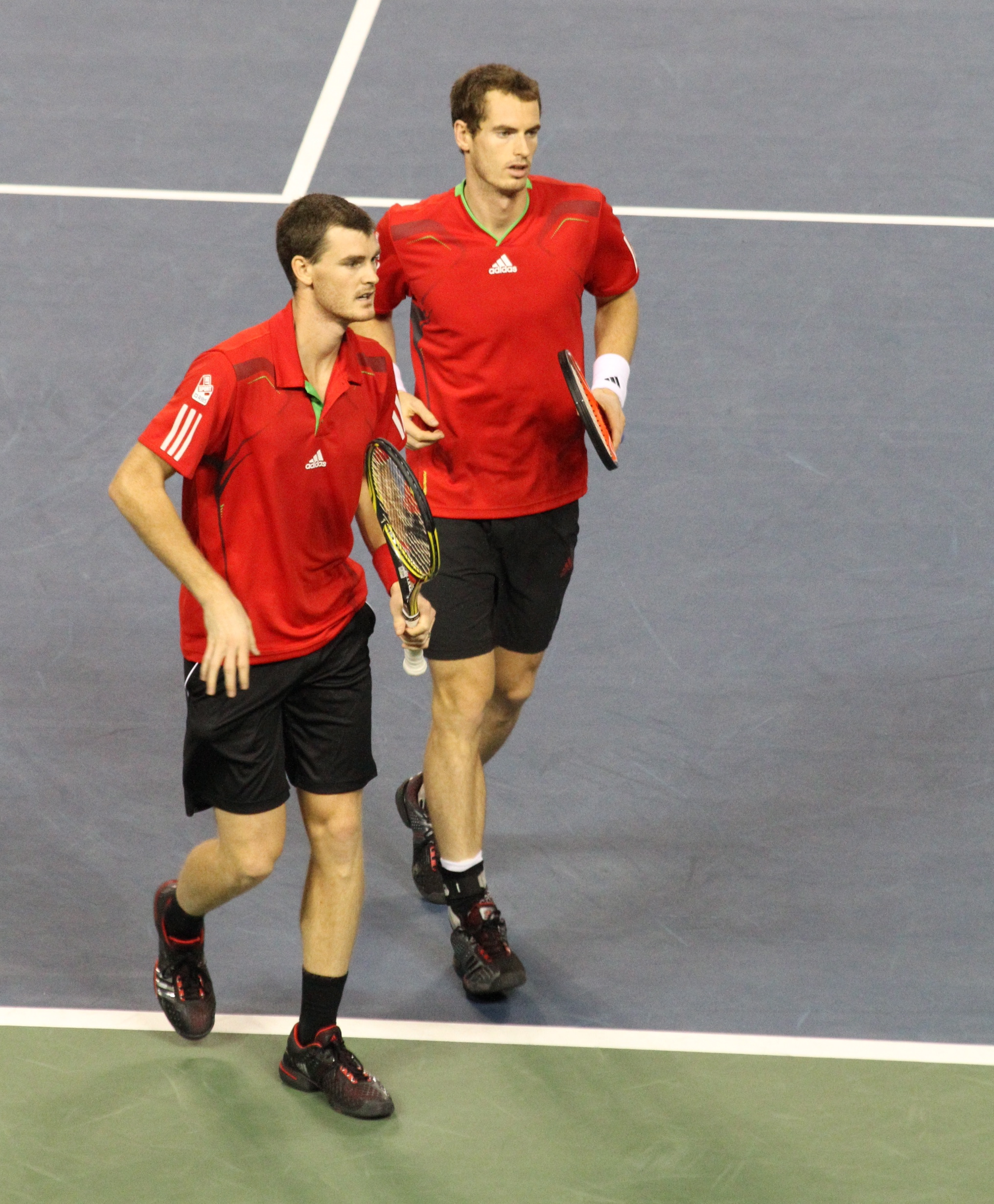
Andy Murray (rechts) gemeinsam mit seinem Bruder Jamie (2011)

Andy Murray wuchs im schottischen Dunblane zusammen mit seinem ein Jahr älteren Bruder James („Jamie“) auf. Seine Eltern trennten sich, als er noch ein Kind war. Murray besuchte die örtliche Grundschule, an der er im März 1996 ein Schulmassaker miterlebte, bei dem ein 43-jähriger Mann 16 Erstklässler und eine Lehrerin erschoss. Er habe mehrere Jahre gebraucht, so Murray, um das Ereignis zu verarbeiten.
Bereits im Alter von drei Jahren wurde Murray an den Tennissport herangeführt. Seine Mutter Judy, Tochter des schottischen Profi-Fußballers Roy Erskine (Hibernian) und spätere Teamchefin der britischen Fed-Cup-Mannschaft, war selbst Tennistrainerin für den schottischen Verband und begleitete anfangs die Karriere ihres Sohnes. Bis zu seinem elften Lebensjahr spielte Murray auch Fußball. Später eröffneten die Eltern dem angehenden Profi-Tennisspieler Trainingsmöglichkeiten in Spanien. Sein Bruder Jamie wurde ebenfalls Tennisprofi, in erster Linie trat dieser aber als Doppelspieler in Erscheinung. Die beiden Brüder spielten am Anfang ihrer Karriere zusammen Doppel und gewannen zwei Titel.
2008 veröffentlichte er unter dem Titel Hitting Back (dt.: „Zurückschlagen“) seine Autobiografie.
Murray ist seit dem 11. April 2015 mit der gleichaltrigen Kim Sears, der Tochter des englischen Tennistrainers Nigel Sears, verheiratet. Beide waren seit ihrer Jugend eng befreundet und leben zusammen auf einem Anwesen in Surrey. Sie sind Eltern dreier Töchter und eines Sohnes.
2013 wurde Murray wegen seiner Verdienste um den Tennissport zum Officer of the Most Excellent Order of the British Empire (OBE) ernannt. 2017 wurde er wegen seiner Verdienste um den Tennissport als Knight Bachelor in den Adelsstand erhoben.

## Karriere
2004 gewann Murray die US Open bei den Junioren, 2005 wurde er Profi. Im selben Jahr gab er sein Debüt für die britische Davis-Cup-Mannschaft.

### 2006–2008
2006 gewann Murray das ATP-Turnier in San José, wo er im Finale Lleyton Hewitt bezwang. Im selben Jahr erreichte er in Wimbledon unter anderem mit einem Sieg gegen den zweimaligen Finalisten Andy Roddick erstmals das Achtelfinale. Dort unterlag er in drei Sätzen dem Zyprioten Marcos Baghdatis. Beim Masters von Cincinnati bezwang er in der zweiten Runde den Weltranglistenersten Roger Federer mit 7:5 und 6:4, er war damit der einzige Spieler in dieser Saison, der Federer vor dem Finale bezwingen konnte. Bei den US Open erreichte er das Achtelfinale.
Bei den Qatar Open erreichte Murray 2007 das Finale, in dem er Ivan Ljubičić unterlag. Am 18. Februar 2007 gewann er den zweiten Titel seiner Karriere. Er verteidigte den 2006 gewonnenen Titel von San José mit einem Finalsieg über Ivo Karlović (6:7, 6:4, 7:6). Im Mai verletzte sich Murray am Handgelenk.
In seinem ersten Turnier nach der verletzungsbedingten Pause schied er beim Canada Masters in Montreal in Runde zwei mit 2:6, 2:6 gegen Fabio Fognini aus. Im selben Jahr beendete Murray die Zusammenarbeit mit seinem Coach Brad Gilbert. Am Saisonende 2007 war er Weltranglistenelfter.
2008 gewann Murray das Turnier in Dubai. Er besiegte im Finale Stan Wawrinka mit 6:4, 4:6 und 6:2. Seinen fünften Titel holte er in Marseille, wo er das Finale gegen Mario Ančić mit 6:3, 6:4 gewann. Ab diesem Jahr betreute ihn Miles Maclagan. Auch sein erstes Turnier der ATP Masters Series in Cincinnati konnte Murray gewinnen. Im Endspiel besiegte er Novak Đoković mit 7:6 und 7:6.
Murray vertrat Großbritannien bei den Olympischen Spielen in Peking, wo er im Herreneinzel in der ersten Runde gegen Lu Yen-hsun ausschied. In der Doppelkonkurrenz gewann er an der Seite seines Bruders Jamie die Auftaktrunde gegen die Kanadier Daniel Nestor und Frédéric Niemeyer. Im Achtelfinale unterlagen sie Arnaud Clément und Michaël Llodra aus Frankreich deutlich mit 1:6 und 3:6.
Im September erreichte er zum ersten Mal das Finale eines Grand-Slam-Turniers. Bei den US Open besiegte er im Halbfinale den Weltranglistenersten Rafael Nadal mit 6:2, 7:6, 4:6 und 6:4. Das Finale verlor er gegen Roger Federer glatt mit 2:6, 5:7 und 2:6. Nach dem Turnier von Cincinnati war Madrid die nächste Station der Masters Series. Auch dieses schloss Murray erfolgreich ab; den zweiten Titel in Folge sicherte er sich gegen den ungesetzten Franzosen Gilles Simon, den er mit 6:4 und 7:6 besiegte. Auch das folgende Turnier in Sankt Petersburg gewann er und holte sich damit seinen achten ATP-Titel. Das Jahr schloss er auf Rang 4 der Weltrangliste ab.

### 2009–2011

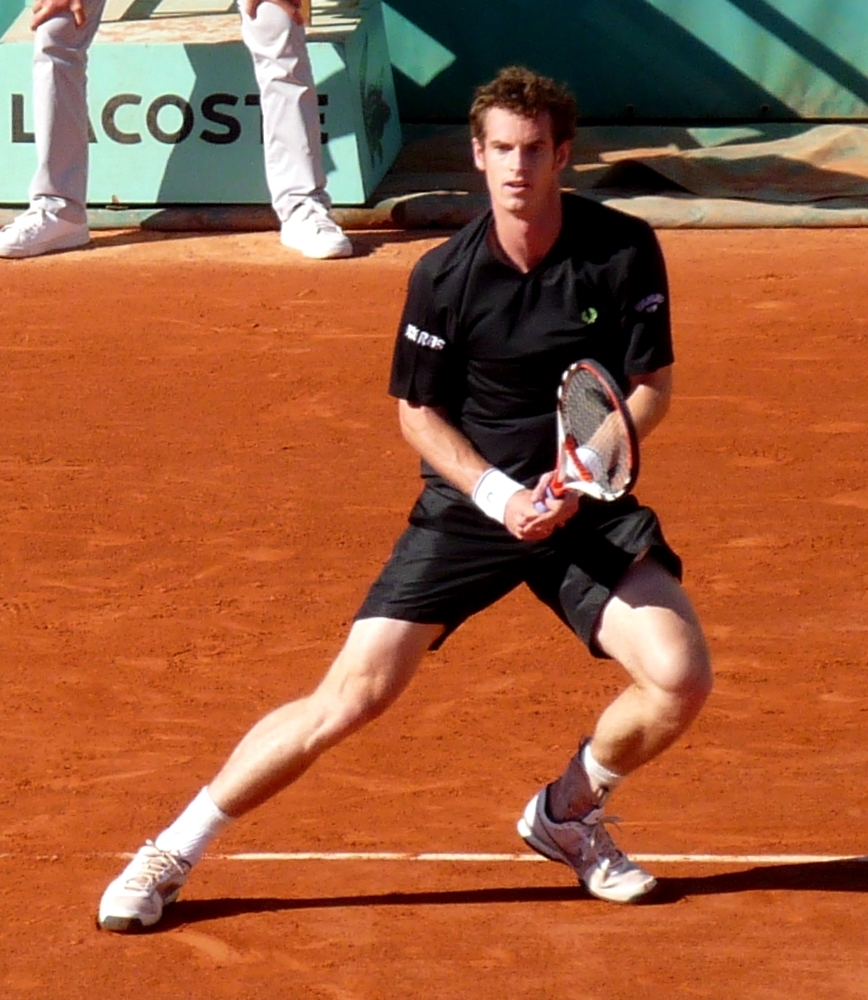
Murray 2009 bei den French Open

Beim Turnier in Doha verteidigte Murray 2009 seinen Titel. Im Halbfinale besiegte er Federer, im Finale triumphierte er über Andy Roddick.
Bei den Australian Open scheiterte er als Mitfavorit im Achtelfinale überraschend an Fernando Verdasco. Beim anschließenden Masters in Indian Wells unterlag er im Finale dem Weltranglistenersten Nadal, nachdem er im Halbfinale Federer geschlagen hatte. Das Miami Masters konnte er wiederum gewinnen, im Finale schlug er Đoković. Durch den Sieg beim Kanada Masters stand er am 17. August 2009 erstmals auf Platz zwei der Weltrangliste.
Bei den Australian Open erreichte Murray 2010 erstmals das Endspiel; er verlor es in drei Sätzen gegen Federer. In Wimbledon erreichte er zum zweiten Mal in Folge das Halbfinale, er scheiterte in drei Sätzen am späteren Titelgewinner Nadal. Im weiteren Jahresverlauf gewann Murray die Masters in Kanada und Shanghai, bei denen er jeweils Federer im Finale in zwei Sätzen besiegte.

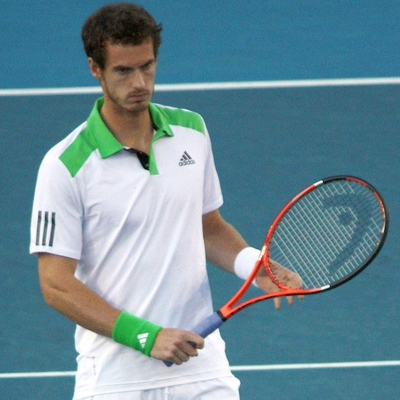
2011 bei den Australian Open

Bei den Australian Open 2011 erreichte Murray zum zweiten Mal nach 2010 das Finale; dort verlor er in drei Sätzen gegen Novak Đoković. Dieser Finalniederlage folgten drei Erstrundenniederlagen in Folge bei den Turnieren in Rotterdam, Indian Wells und Miami. Daraufhin trennte sich Murray von seinem Trainer Àlex Corretja, der ihn seit April 2008 betreut hatte. Bei den Masters-Turnieren in Monte Carlo und Rom erreichte Murray jeweils das Halbfinale. Während er in Monte Carlo in drei Sätzen am späteren Turniersieger Nadal scheiterte, war Murray in Rom nur zwei Punkte von einem Triumph über Đoković entfernt, was für diesen die erste Saisonniederlage bedeutet hätte. Schlussendlich gewann der spätere Turniersieger Đoković das Match im Tie-Break des dritten Satzes. Bei den ATP World Tour Finals gab er aufgrund einer Verletzung im Adduktorenbereich während der Gruppenphase auf, nachdem er sein erstes Match gegen David Ferrer verloren hatte. Von Anfang 2012 bis 2014 wurde Murray vom ehemaligen Weltklassespieler Ivan Lendl betreut. Das Jahr beendete Murray wie seit 2008 jedes Jahr auf dem vierten Ranglistenplatz.

### 2012: Olympiasieg und erster Grand-Slam-Titel
Anfang Januar 2012 gewann Murray das ATP-Turnier von Brisbane. Bei den folgenden Australian Open gelangte er bis ins Halbfinale, wo er jedoch trotz einer 2:1-Führung nach Sätzen wie im Vorjahr dem späteren Sieger Đoković unterlag. Nach Finalniederlagen bei den Dubai Duty Free Tennis Championships (März) und dem Miami Masters (April) jeweils in zwei Sätzen gegen Federer und Đoković erreichte Murray bei den French Open das Viertelfinale, wo er dem schwächer eingestuften David Ferrer in vier Sätzen unterlag.
Anfang Juli zog Murray in Wimbledon nach Siegen über Ferrer und Jo-Wilfried Tsonga ins Finale ein. Dort traf der seit den French Open 2011 stets bei Grand-Slam-Turnieren hinter Đoković, Nadal und Federer auf Platz vier Gesetzte auf Roger Federer. Es war Murrays erster Finaleinzug, nachdem er von 2009 bis 2011 jeweils im Halbfinale von Wimbledon gescheitert war. Gleichzeitig war er der erste britische Finalteilnehmer im Einzel seit Henry „Bunny“ Austin im Jahr 1938. Nach einer 1:0-Satzführung unterlag Murray Federer in vier Sätzen.
Wenige Wochen nach dem verlorenen Finale gewann Murray das in Wimbledon ausgetragene Endspiel des olympischen Tennisturniers, in dem er erneut auf Federer traf. Er besiegte als Setzlistendritter (Nadal fehlte wegen einer Verletzung) den Schweizer mit 6:2, 6:1 und 6:4; im Halbfinale hatte Murray Đoković in zwei Sätzen (7:5, 7:5) besiegt. In der Doppelkonkurrenz schied Murray bereits in der Auftaktrunde aus, er trat dort mit seinem Bruder an. Im Mixed startete er dank einer Wildcard mit Laura Robson, mit der er das Finale erreichte. Gegen Wiktoryja Asaranka und Maks Mirny unterlagen sie in drei Sätzen und gewannen damit die Silbermedaille.
Bei den folgenden US Open gelang Murray sein erster Sieg bei einem Grand-Slam-Turnier. Im Finale bezwang er Novak Đoković in fünf Sätzen. Es war der erste Grand-Slam-Erfolg eines britischen Tennisspielers seit dem US-Open-Sieg von Fred Perry im Jahr 1936. Gleichzeitig egalisierte er mit 4:54 Stunden den Rekord des bis dahin längsten US-Open-Herren-Endspiels von 1988.

### 2013: Sieg in Wimbledon
Murray begann die Saison 2013 beim Turnier in Brisbane. Mit dem Finalsieg gegen Grigor Dimitrow verteidigte er seinen Titel aus dem Vorjahr. Bei den Australian Open erreichte er zum dritten Mal das Finale und verlor dort in vier Sätzen gegen den Weltranglistenersten Đoković. Einen weiteren Titel erspielte sich Murray beim Masters in Miami, bei dem er im Finale Ferrer in drei Sätzen besiegte.
An seinem 26. Geburtstag gab er das Zweitrundenspiel gegen Marcel Granollers beim Rom Masters aufgrund einer Hüftverletzung auf. Aufgrund von Rückenproblemen verzichtete er auch auf die Teilnahme an den French Open. Er kehrte aber bereits am 10. Juni zu den AEGON Championships im Londoner Queen’s Club zurück und gewann das Turnier. Im Endspiel bezwang er Marin Čilić in drei Sätzen. Am 7. Juli 2013 gewann Murray in Wimbledon das Einzelfinale gegen Novak Đoković in drei Sätzen. Er war damit der erste Brite seit Fred Perry 1936, dem dies gelungen war. Bei den US Open erreichte Murray das Viertelfinale, wo er an Stan Wawrinka scheiterte. Direkt nach der Playoff-Partie gegen Kroatien im Davis Cup im September 2013 unterzog er sich wegen anhaltender Verletzungsprobleme einer Rückenoperation. Die Saison war damit vorzeitig beendet. Ende des Jahres wurde er zum Sportler des Jahres in Großbritannien gekürt.

### 2014
Murray verpflichtete im Frühjahr 2014 Amélie Mauresmo als Trainerin. Bereits in Doha stieg er in die Saison 2014 ein. Bei den Australian Open schied er im Viertelfinale gegen Federer aus. Im Anschluss stand er bei verschiedenen Turnieren der ATP World Tour 500 und Masters Series im Achtel- oder Viertelfinale, in Acapulco erreichte er das Halbfinale. Dies gelang ihm auch bei den French Open, bei denen er Nadal in der Vorschlussrunde klar in drei Sätzen unterlag. In Wimbledon endete die Titelverteidigung im Viertelfinale, als Murray glatt in drei Sätzen gegen Grigor Dimitrow verlor. Bei den Masters-Turnieren von Toronto und Cincinnati zog er ebenfalls jeweils ins Viertelfinale ein, wie auch im Anschluss bei den US Open. Danach fiel er auf Rang 11 der Weltrangliste zurück und stand damit erstmals seit Juni 2008 nicht mehr in den Top Ten.

### 2015: Davis-Cup-Sieg
Bei den Australian Open erreichte er das Finale, das er gegen Novak Đoković in vier Sätzen verlor. Bei den ersten Masters-Turnieren in Indian Wells und Miami verlor er im Halbfinale und Finale auch jeweils gegen Đoković. Bei den BMW Open in München erreichte er sein erstes Finale bei einem Sandplatzturnier, welches er gegen Philipp Kohlschreiber gewann. Eine Woche später bei den Mutua Madrid Open gewann er schließlich auch seinen ersten Masters-Titel auf Asche. Er besiegte dort Rafael Nadal mit 6:3, 6:2. Bei den French Open drang er, wie im Vorjahr, bis ins Halbfinale vor, in dem er sich in fünf Sätzen Novak Đoković geschlagen geben musste. Bei den AEGON Championships in London gewann Murray seinen 34. Titel. Er besiegte im Finale Kevin Anderson. In Wimbledon erreichte er das Halbfinale, wo Roger Federer in drei Sätzen gegen ihn die Oberhand behielt. Seinen vierten Saisontitel feierte er beim Kanada Masters, als er Novak Đoković im Endspiel in drei Sätzen schlug. In Cincinnati erreichte er das Halbfinale, während er bei den darauffolgenden US Open im Achtelfinale an Kevin Anderson scheiterte. Bei den Masters in Shanghai und Paris erreichte er das Halbfinale bzw. das Finale. Beide Male unterlag er Novak Đoković. Für die World Tour Finals war Andy Murray bereits seit August qualifiziert. Nach einem Auftaktsieg gegen David Ferrer und einer Niederlage gegen Rafael Nadal verlor er das entscheidende Vorrundenspiel gegen Stan Wawrinka und schied in der Gruppenphase aus.
Seinen größten Saisonerfolg feierte Andy Murray im Davis Cup. Mit zwei Einzelsiegen gegen die Vereinigten Staaten in der ersten Runde, zwei weiteren Einzelsiegen gegen Gilles Simon und Jo-Wilfried Tsonga im Viertelfinale gegen Frankreich sowie einem Erfolg im Doppel mit Bruder Jamie und ebenfalls zwei Siegen im Einzel und einem im Doppel gegen Australien im Halbfinale war Andy Murray maßgeblich für den ersten Finaleinzug der britischen Mannschaft seit 1978 verantwortlich. Auch im Endspiel gegen Belgien blieb er ohne Niederlage: mit zwei Siegen im Einzel und einem weiteren im Doppel war er an allen Punkten des 3:1-Endstandes maßgeblich beteiligt.

### 2016: Zweiter Wimbledon- und Olympiasieg, Platz 1 der Weltrangliste

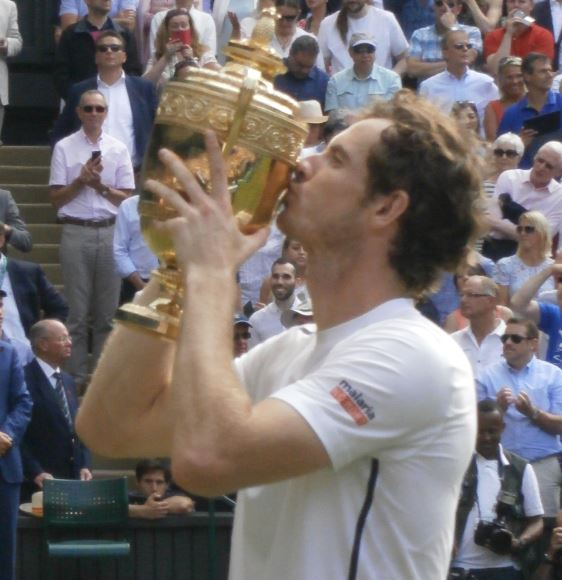
Murray nach seinem zweiten Titel in Wimbledon 2016

2016 gelangte Murray zum fünften Mal ins Finale der Australian Open, wo er zum vierten Mal auf Novak Đoković traf und diesem in drei Sätzen mit 1:6, 5:7, 6:7 (3:7) unterlag. Erneut unterlag er dem Serben auf Sand im Finale beim Madrid Masters, während er im Finale vom Rom Masters Đoković klar in zwei Sätzen (6:3, 6:3) besiegen konnte. Bei den French Open gelangte Murray u. a. nach einem Halbfinalsieg gegen den Schweizer Titelverteidiger Stan Wawrinka erstmals ins Einzel-Finale, wo er erneut gegen Đoković in vier Sätzen (6:3, 1:6, 2:6, 4:6) verlor.
Seinen ersten Saisonerfolg auf Rasen erreichte Murray bei den AEGON Championships im Londoner Queen’s Club, wo er das Finale gegen den Kanadier Milos Raonic in drei Sätzen mit 6:7 (5:7), 6:4, 6:3 gewann, damit wurde er mit seinem fünften Titel zum alleinigen Rekordsieger. Seinen bis dahin größten Saisonerfolg hatte er bei den Wimbledon Championships, wo er zum zweiten Mal nach 2013 im Einzelfinale siegreich war und gegen Raonic mit 6:4, 7:6 (7:3), 7:6 (7:2) gewann. Im Anschluss gewann er, zum zweiten Mal nach 2012, am 14. August 2016 die Goldmedaille im Herreneinzel beim olympischen Tennisturnier in Rio de Janeiro gegen Juan Martín del Potro mit 7:5, 4:6, 6:2 und 7:5. Außerdem oblag ihm die Ehre, für sein Land die Flagge bei der Eröffnungsfeier zu tragen.
Murrays Siegesserie endete schließlich nach 22 Partien im Endspiel des Masters-Turniers von Cincinnati, in dem er sich Marin Čilić geschlagen geben musste. Auch bei den US Open reichte es nicht zum Titelgewinn, Murray scheiterte in einer umkämpften Viertelfinalpartie nach fünf Sätzen gegen Kei Nishikori. Im letzten Saisonabschnitt startete er eine neue Siegesserie und gewann hintereinander das Turnier in Peking, das Shanghai Masters sowie den Titel in Wien. So hatte sich Murray vor dem letzten Masters in Paris in die Position gebracht, Novak Đoković an der Weltranglistenspitze abzulösen. Da Đoković vorzeitig im Viertelfinale ausschied, reichte Murray der Einzug ins Turnierendspiel, um am 7. November 2016 erstmals die Position an der Spitze der Weltrangliste einzunehmen. Er ist damit der erste Weltranglistenerste im Einzel aus dem Vereinigten Königreich, nachdem dies seinem Bruder Jamie Murray bereits am 4. April 2016 im Doppel gelungen war. Durch den Finalerfolg gegen John Isner sicherte sich Murray seinen achten Saisontitel, seine bisherige Bestmarke hatte bei sechs Titeln im Jahr 2009 gelegen. Bei den abschließenden ATP World Tour Finals erreichte Murray erstmals das Endspiel, in dem er Đoković mit 6:3 und 6:4 besiegte. Damit beendete er die Saison als Weltranglistenführender mit neun Saisontiteln.

### 2017: Verletzungen und Verlust der Nummer 1
Zu Beginn der Saison erreichte er das Finale in Katar, verlor es jedoch in drei Sätzen gegen Đoković. Bei den Australian Open scheiterte Murray überraschend im Achtelfinale an Mischa Zverev. Anschließend konnte er das Turnier in Dubai im Finale gegen Fernando Verdasco in zwei Sätzen klar gewinnen. Zuvor konnte er gegen Philipp Kohlschreiber im Viertelfinale sieben Matchbälle abwehren. Erst bei den French Open konnte Murray nach einigen frühen Niederlagen wieder in ein Halbfinale einziehen, dieses verlor er in fünf Sätzen gegen Stan Wawrinka, zuvor konnte er unter anderem Juan Martín del Potro und Kei Nishikori bezwingen. Beim Rasenturnier im Londoner Queen’s Club trat er als Titelverteidiger an, schied jedoch bereits in der ersten Runde aus. Auch in Wimbledon konnte er seinen Triumph vom Vorjahr nicht wiederholen, nachdem er im Viertelfinale gegen Sam Querrey in fünf Sätzen verlor. Nachdem er danach die amerikanische Hartplatzsaison auslassen musste, verlor er den Spitzenplatz der Weltrangliste an Rafael Nadal. In Wimbledon hatte er schon zunehmend mit Hüftproblemen zu kämpfen, die sich im weiteren Saisonverlauf nicht verbesserten. Daraufhin verkündete Murray im Herbst das vorzeitige Saisonende. Die Saison beendete er auf dem 16. Rang.

### 2018: Operation und Comeback
Zu Jahresbeginn hatte er immer noch Probleme mit der Hüfte, sodass er geplante Teilnahmen in Brisbane und Melbourne absagen musste. Anfang Januar teilte er mit, sich einer Hüftoperation in Melbourne unterzogen zu haben, er plane sein Comeback zu Beginn der Rasensaison im Juni. Zunächst wollte er beim Turnier in ’s-Hertogenbosch antreten, zog dann aber zurück. Sein Comeback gab er schließlich im Queen’s Club in London, wo er in der ersten Runde gegen Nick Kyrgios ausschied. Beim nächsten Turnier in Eastbourne schlug er in der ersten Runde Stan Wawrinka in drei Sätzen, verlor aber in der nächsten Runde gegen Kyle Edmund. Nach diesen zwei Turnieren sagte er seine Teilnahme in Wimbledon wegen der Belastungen eines Grand-Slam-Turniers ab. Aufgrund der Resultate seit Mitte 2017 stürzte er auf Rang 839 der Weltrangliste ab. Auch danach spielte er nur noch wenige Turniere; in Washington, D.C. zog er nach drei Siegen im Viertelfinale zurück. Beim Masters in Cincinnati schied er in der ersten Runde in drei Sätzen gegen Lucas Pouille aus. Bei den US Open nahm er zum ersten Mal in der Saison an einem Grand-Slam-Turnier teil. In der ersten Runde bezwang Murray James Duckworth in vier Sätzen, in der zweiten Runde schied er ebenfalls in vier Sätzen gegen Fernando Verdasco aus. Sein letztes Turnier der Saison bestritt er in Shenzhen, als er erneut Verdasco im Viertelfinale in zwei Sätzen unterlag. Im Anschluss an dieses Turnier beendete er die Saison vorzeitig, um sich besser auf die nächste Saison vorbereiten zu können.

### 2019: Angekündigter Rücktritt, Operation und erneutes Comeback
Am 10. Januar 2019 kündigte Murray bei einer Pressekonferenz seinen Rücktritt spätestens nach dem diesjährigen Turnier in Wimbledon an. Grund dafür seien die seit 20 Monaten andauernden Hüftprobleme, die ihm fortwährende Schmerzen bereiten. Dennoch trat der nur noch auf Platz 230 der Weltrangliste geführte Murray zu seiner Erstrundenpartie bei den Australian Open mittels Protected Ranking an. Dort unterlag er dem an Position 22 gesetzten Spanier Roberto Bautista Agut in fünf Sätzen (4:6, 4:6, 7:6, 7:6, 2:6).
Am 29. Januar gab Murray bekannt, er habe sich erneut an der Hüfte operieren lassen. Dabei wurde ihm seine Hüfte mit einer Metallkappe verstärkt.
Im Juni gab Murray erneut mit Hilfe eines Protected Ranking sein Comeback als Doppelspieler an der Seite des Spaniers Feliciano López beim ATP-Turnier im Londoner Queen’s Club. Mit López, der auch den Einzelwettbewerb gewann, schlug Murray in der ersten Runde das topgesetzte Duo Juan Sebastián Cabal und Robert Farah in zwei Sätzen sowie im Halbfinale die auf Position drei gesetzten Vorjahressieger Henri Kontinen und John Peers mit 7:5, 6:7, [10:5]. Im Finale konnten sich Murray und López dann gegen Rajeev Ram und Joe Salisbury nach zwei knappen Sätzen im Match-Tie-Break durchsetzen. Für Murray war es der dritte Erfolg bei einem ATP-Doppel-Turnier. Gleichzeitig gab er an, keine Hüftschmerzen mehr zu haben. Nach diesem Erfolg trat Murray eine Woche später gemeinsam mit dem Brasilianer Marcelo Melo beim Turnier in Eastbourne an, wo sich aber beide in der ersten Runde dem zuvor besiegten Duo Cabal/Farah in zwei Sätzen geschlagen geben mussten. Murray entschied sich daraufhin für eine Wimbledon-Teilnahme im Herrendoppel gemeinsam mit dem Franzosen Pierre-Hugues Herbert sowie im Mixed mit der befreundeten US-Amerikanerin Serena Williams. Im Herrendoppel erreichten Murray und Herbert die zweite Runde, wo sie in vier Sätzen gegen das an Position sechs gesetzte Duo Nikola Mektić und Franko Škugor aus Kroatien ausschieden. Von den Zuschauern als „Murrena“ oder „Serandy“ getauft, verlor die Paarung Murray/Williams im Mixed-Achtelfinale mit 3:6, 6:4, 2:6 gegen die topgesetzten Vorjahressieger Bruno Soares und Nicole Melichar.
Beim Davis Cup im November 2019 spielte er für das britische Team im Einzel gegen die Niederlande. Ab November 2019 pausierte Murray aufgrund erneuter Beschwerden an der operierten Hüfte.

### 2020–2024: Comeback, weitere Verletzungsprobleme und Karriereende
Murray gab im August 2020 bei den Western & Southern Open sein Comeback und schied in der dritten Runde aus. Bei den US Open im September 2020 schied er in der zweiten Runde aus.
Bei den French Open schied er Ende September 2020 schon in der ersten Runde aus.
Ursprünglich plante Murray seine Saison bei den Australian Open 2021 erneut mit einer Wildcard zu beginnen, aber dies wurde fraglich, nachdem er am 14. Januar positiv auf COVID-19 getestet wurde. Am 22. Januar 2021 wurde bestätigt, dass er die Australian Open verpassen würde, weil er nach seinem positiven Test keine Möglichkeit hatte, rechtzeitig die erforderliche Quarantäne durchzuführen.
Sein erstes Turnier 2021 waren die Open Sud de France, wo er Ende Februar in der ersten Runde verlor. Danach nahm er beim Turnier in Rotterdam teil, bei dem er Anfang März in der zweiten Runde dem späteren Turniersieger Andrei Rubljow unterlag. Murray war in den nächsten drei Monaten aufgrund einer Leistenverletzung weitgehend inaktiv und schaffte nur einen Auftritt in zwei Doppelpartien beim Rom Master im Mai. Damit war sein Ranking zu niedrig für einen direkten Einstieg bei den French Open. Er entschied sich weder für die Qualifikation noch für eine Wildcard, um sich auf die Rasensaison und Wimbledon zu konzentrieren.
In den Jahren von 2021 bis 2024 hatte er immer wieder mit Verletzungen zu kämpfen, deshalb schied bei den wichtigen Turnieren meist früh aus. Sein letztes Turnier bestritt er bei den Olympischen Spielen in Paris, wo er im Doppel an der Seite von Daniel Evans im Viertelfinale in zwei Sätzen gegen Tommy Paul und Taylor Fritz verlor. Im Anschluss an das Turnier verkündete er sein Karriereende.

## Auszeichnungen und Würdigungen
- 2004: Großbritanniens Nachwuchssportler des Jahres[36]
- 2013: Großbritanniens Sportler des Jahres[13]
- 2013: Officer des Order of the British Empire (OBE)
- 2013: Laureus World Sports Awards: Durchbruch des Jahres
- 2014: Ehrendoktor der University of Stirling[37]
- 2014: Freeman of Stirling[37]
- 2014: Freeman of Merton[38]
- 2015: Großbritanniens Sportler des Jahres[39]
- 2016: ITF-World Champion[40]
- 2016: Großbritanniens Sportler des Jahres[41]
- 2017: Ritterschlag zum Knight Bachelor

## Leistungsbilanz

### Finalteilnahmen
Einzel
| Anzahl von Turniersiegen und Finalteilnahmen bei unterschiedlichen Turnieren und Belägen |                            |                        |               |                            |                           |
|                                                                                          | Siege                      | Siege                  |               | Finalteilnahmen            | Finalteilnahmen           |
|                                                                                          | Kategorien                 | Beläge                 |               | Kategorien                 | Beläge                    |
|                                                                                          | Grand Slam (3)             | Hartplatz (34)         |               | Grand Slam (11)            | Hartplatz (55)            |
|                                                                                          | ATP Finals (1)             | Sand (3)               |               | ATP Finals (1)             | Sand (5)                  |
|                                                                                          | ATP Tour Masters 1000 (14) | Rasen (8)              |               | ATP Tour Masters 1000 (21) | Rasen (10)                |
|                                                                                          | Olympische Spiele (2)      | Teppich (1)            |               | Olympische Spiele (2)      | Teppich (1)               |
|                                                                                          | ATP Tour 500 (9)           |                        |               | ATP Tour 500 (10)          |                           |
|                                                                                          | ATP Tour 250 (17)          |                        |               | ATP Tour 250 (26)          |                           |
| Detaillierte Darstellung der Turniersiege                                                |                            |                        |               |                            |                           |
| Nr.                                                                                      | Datum                      | Turnier                | Belag         | Finalgegner                | Ergebnis                  |
| 01.                                                                                      | 19. Februar 2006           | San José (1)           | Hartplatz (i) | Lleyton Hewitt             | 2:6, 6:1, 7:63            |
| 02.                                                                                      | 18. Februar 2007           | San José (2)           | Hartplatz (i) | Ivo Karlović               | 6:73, 6:4, 7:62           |
| 03.                                                                                      | 28. Oktober 2007           | St. Petersburg (1)     | Teppich (i)   | Fernando Verdasco          | 6:2, 6:3                  |
| 04.                                                                                      | 05. Januar 2008            | Doha (1)               | Hartplatz     | Stan Wawrinka              | 6:4, 4:6, 6:2             |
| 05.                                                                                      | 17. Februar 2008           | Marseille              | Hartplatz (i) | Mario Ančić                | 6:3, 6:4                  |
| 06.                                                                                      | 03. August 2008            | Cincinnati (1)         | Hartplatz     | Novak Đoković              | 7:64, 7:65                |
| 07.                                                                                      | 19. Oktober 2008           | Madrid (1)             | Hartplatz (i) | Gilles Simon               | 6:4, 7:66                 |
| 08.                                                                                      | 26. Oktober 2008           | St. Petersburg (2)     | Hartplatz (i) | Andrei Golubew             | 6:1, 6:1                  |
| 09.                                                                                      | 10. Januar 2009            | Doha (2)               | Hartplatz     | Andy Roddick               | 6:4, 6:2                  |
| 10.                                                                                      | 15. Februar 2009           | Rotterdam              | Hartplatz (i) | Rafael Nadal               | 6:3, 4:6, 6:0             |
| 11.                                                                                      | 05. April 2009             | Miami (1)              | Hartplatz     | Novak Đoković              | 6:2, 7:5                  |
| 12.                                                                                      | 14. Juni 2009              | Queen’s Club (1)       | Rasen         | James Blake                | 7:5, 6:4                  |
| 13.                                                                                      | 16. August 2009            | Montreal (1)           | Hartplatz     | Juan Martín del Potro      | 6:74, 7:63, 6:1           |
| 14.                                                                                      | 08. November 2009          | Valencia (1)           | Hartplatz (i) | Michail Juschny            | 6:3, 6:2                  |
| 15.                                                                                      | 15. August 2010            | Toronto (2)            | Hartplatz     | Roger Federer              | 7:5, 7:5                  |
| 16.                                                                                      | 17. Oktober 2010           | Shanghai (1)           | Hartplatz     | Roger Federer              | 6:3, 6:2                  |
| 17.                                                                                      | 13. Juni 2011              | Queen’s Club (2)       | Rasen         | Jo-Wilfried Tsonga         | 3:6, 7:62, 6:4            |
| 18.                                                                                      | 21. August 2011            | Cincinnati (2)         | Hartplatz     | Novak Đoković              | 6:4, 3:0, aufg.           |
| 19.                                                                                      | 02. Oktober 2011           | Bangkok                | Hartplatz (i) | Donald Young               | 6:2, 6:0                  |
| 20.                                                                                      | 09. Oktober 2011           | Tokio                  | Hartplatz     | Rafael Nadal               | 3:6, 6:2, 6:0             |
| 21.                                                                                      | 16. Oktober 2011           | Shanghai (2)           | Hartplatz     | David Ferrer               | 7:5, 6:4                  |
| 22.                                                                                      | 08. Januar 2012            | Brisbane (1)           | Hartplatz     | Oleksandr Dolhopolow       | 6:1, 6:3                  |
| 23.                                                                                      | 05. August 2012            | London                 | Rasen         | Roger Federer              | 6:2, 6:1, 6:4             |
| 24.                                                                                      | 10. September 2012         | US Open                | Hartplatz     | Novak Đoković              | 7:610, 7:5, 2:6, 3:6, 6:2 |
| 25.                                                                                      | 06. Januar 2013            | Brisbane (2)           | Hartplatz     | Grigor Dimitrow            | 7:60, 6:4                 |
| 26.                                                                                      | 31. März 2013              | Miami (2)              | Hartplatz     | David Ferrer               | 2:6, 6:4, 7:61            |
| 27.                                                                                      | 16. Juni 2013              | Queen’s Club (3)       | Rasen         | Marin Čilić                | 5:7, 7:5, 6:3             |
| 28.                                                                                      | 07. Juli 2013              | Wimbledon (1)          | Rasen         | Novak Đoković              | 6:4, 7:5, 6:4             |
| 29.                                                                                      | 28. September 2014         | Shenzhen               | Hartplatz     | Tommy Robredo              | 5:7, 7:69, 6:1            |
| 30.                                                                                      | 19. Oktober 2014           | Wien (1)               | Hartplatz (i) | David Ferrer               | 5:7, 6:2, 7:5             |
| 31.                                                                                      | 26. Oktober 2014           | Valencia (2)           | Hartplatz (i) | Tommy Robredo              | 3:6, 7:67, 7:68           |
| 32.                                                                                      | 04. Mai 2015               | München                | Sand          | Philipp Kohlschreiber      | 7:64, 5:7, 7:64           |
| 33.                                                                                      | 10. Mai 2015               | Madrid (2)             | Sand          | Rafael Nadal               | 6:3, 6:2                  |
| 34.                                                                                      | 21. Juni 2015              | Queen’s Club (4)       | Rasen         | Kevin Anderson             | 6:3, 6:4                  |
| 35.                                                                                      | 16. August 2015            | Montreal (3)           | Hartplatz     | Novak Đoković              | 6:4, 4:6, 6:3             |
| 36.                                                                                      | 15. Mai 2016               | Rom                    | Sand          | Novak Đoković              | 6:3, 6:3                  |
| 37.                                                                                      | 19. Juni 2016              | Queen’s Club (5)       | Rasen         | Milos Raonic               | 6:75, 6:4, 6:3            |
| 38.                                                                                      | 10. Juli 2016              | Wimbledon (2)          | Rasen         | Milos Raonic               | 6:4, 7:63, 7:62           |
| 39.                                                                                      | 14. August 2016            | Rio de Janeiro         | Hartplatz     | Juan Martín del Potro      | 7:5, 4:6, 6:2, 7:5        |
| 40.                                                                                      | 09. Oktober 2016           | Peking                 | Hartplatz     | Grigor Dimitrow            | 6:4, 7:62                 |
| 41.                                                                                      | 16. Oktober 2016           | Shanghai (3)           | Hartplatz     | Roberto Bautista Agut      | 7:61, 6:1                 |
| 42.                                                                                      | 30. Oktober 2016           | Wien (2)               | Hartplatz (i) | Jo-Wilfried Tsonga         | 6:3, 7:66                 |
| 43.                                                                                      | 06. November 2016          | Paris                  | Hartplatz (i) | John Isner                 | 6:3, 6:74, 6:4            |
| 44.                                                                                      | 20. November 2016          | Vereinigtes Königreich | Hartplatz (i) | Novak Đoković              | 6:3, 6:4                  |
| 45.                                                                                      | 04. März 2017              | Dubai                  | Hartplatz     | Fernando Verdasco          | 6:3, 6:2                  |
| 46.                                                                                      | 20. Oktober 2019           | Antwerpen              | Hartplatz (i) | Stan Wawrinka              | 3:6, 6:4, 6:4             |
| Detaillierte Darstellung der verlorenen Finals                                           |                            |                        |               |                            |                           |
| Nr.                                                                                      | Datum                      | Turnier                | Belag         | Finalgegner                | Ergebnis                  |
| 01.                                                                                      | 01. Oktober 2005           | Bangkok                | Hartplatz (i) | Roger Federer              | 3:6, 5:7                  |
| 02.                                                                                      | 06. August 2006            | Washington             | Hartplatz     | Arnaud Clément             | 6:74, 2:6                 |
| 03.                                                                                      | 06. Januar 2007            | Doha (1)               | Hartplatz     | Ivan Ljubičić              | 4:6, 4:6                  |
| 04.                                                                                      | 07. Oktober 2007           | Metz                   | Hartplatz (i) | Tommy Robredo              | 0:6, 6:2, 6:3             |
| 05.                                                                                      | 08. September 2008         | US Open                | Hartplatz     | Roger Federer              | 2:6, 5:7, 2:6             |
| 06.                                                                                      | 22. März 2009              | Indian Wells           | Hartplatz     | Rafael Nadal               | 1:6, 2:6                  |
| 07.                                                                                      | 31. Januar 2010            | Australian Open (1)    | Hartplatz     | Roger Federer              | 3:6, 4:6, 6:711           |
| 08.                                                                                      | 01. August 2010            | Los Angeles            | Hartplatz     | Sam Querrey                | 7:5, 6:72, 3:6            |
| 09.                                                                                      | 30. Januar 2011            | Australian Open (2)    | Hartplatz     | Novak Đoković              | 4:6, 2:6, 3:6             |
| 10.                                                                                      | 03. März 2012              | Dubai                  | Hartplatz     | Roger Federer              | 5:7, 4:6                  |
| 11.                                                                                      | 01. April 2012             | Miami (1)              | Hartplatz     | Novak Đoković              | 1:6, 6:74                 |
| 12.                                                                                      | 08. Juli 2012              | Wimbledon              | Rasen         | Roger Federer              | 6:4, 5:7, 3:6, 4:6        |
| 13.                                                                                      | 14. Oktober 2012           | Shanghai               | Hartplatz     | Novak Đoković              | 7:5, 6:711, 3:6           |
| 14.                                                                                      | 27. Januar 2013            | Australian Open (3)    | Hartplatz     | Novak Đoković              | 7:62, 6:73, 3:6, 2:6      |
| 15.                                                                                      | 01. Februar 2015           | Australian Open (4)    | Hartplatz     | Novak Đoković              | 6:75, 7:64, 3:6, 0:6      |
| 16.                                                                                      | 05. April 2015             | Miami (2)              | Hartplatz     | Novak Đoković              | 6:73, 6:4, 0:6            |
| 17.                                                                                      | 08. November 2015          | Paris                  | Hartplatz (i) | Novak Đoković              | 2:6, 4:6                  |
| 18.                                                                                      | 31. Januar 2016            | Australian Open (5)    | Hartplatz     | Novak Đoković              | 1:6, 5:7, 6:73            |
| 19.                                                                                      | 08. Mai 2016               | Madrid (2)             | Sand          | Novak Đoković              | 2:6, 6:3, 3:6             |
| 20.                                                                                      | 05. Juni 2016              | French Open            | Sand          | Novak Đoković              | 6:3, 1:6, 2:6, 4:6        |
| 21.                                                                                      | 21. August 2016            | Cincinnati             | Hartplatz     | Marin Čilić                | 4:6, 5:7                  |
| 22.                                                                                      | 07. Januar 2017            | Doha (2)               | Hartplatz     | Novak Đoković              | 3:6, 7:5, 4:6             |
| 23.                                                                                      | 15. Januar 2022            | Sydney                 | Hartplatz     | Aslan Karazew              | 3:6, 3:6                  |
| 24.                                                                                      | 12. Juni 2022              | Stuttgart              | Rasen         | Matteo Berrettini          | 4:6, 7:5, 3:6             |
| 25.                                                                                      | 25. Februar 2023           | Doha (3)               | Hartplatz     | Daniil Medwedew            | 4:6, 4:6                  |

| Titel der ATP Challenger Tour |                 |                 |           |                 |               |
| Nr.                           | Datum           | Turnier         | Belag     | Finalgegner     | Ergebnis      |
| 01.                           | 17. Juli 2005   | Aptos           | Hartplatz | Rajeev Ram      | 6:4, 6:3      |
| 02.                           | 14. August 2005 | Binghampton     | Hartplatz | Alejandro Falla | 7:63, 6:3     |
| 03.                           | 7. Mai 2023     | Aix-en-Provence | Sand      | Tommy Paul      | 2:6, 6:1, 6:2 |
| 04.                           | 11. Juni 2023   | Surbiton        | Rasen     | Jurij Rodionov  | 6:3, 6:2      |
| 05.                           | 18. Juni 2023   | Nottingham      | Rasen     | Arthur Cazaux   | 6:4, 6:4      |

Doppel
| Anzahl von Turniersiegen und Finalteilnahmen bei unterschiedlichen Turnieren und Belägen |                           |               |               |                 |                                |                   |
|                                                                                          | Siege                     | Siege         |               |                 | Finalteilnahmen                | Finalteilnahmen   |
|                                                                                          | Kategorien                | Beläge        |               |                 | Kategorien                     | Beläge            |
|                                                                                          | ATP Tour Masters 1000 (0) | Hartplatz (2) |               |                 | ATP Tour Masters 1000 (1)      | Hartplatz (4)     |
|                                                                                          | ATP Tour 500 (3)          | Rasen (1)     |               |                 | ATP Tour 500 (2)               |                   |
|                                                                                          | ATP Tour 250 (0)          |               |               |                 | ATP Tour 250 (1)               |                   |
| Detaillierte Darstellung der Turniersiege                                                |                           |               |               |                 |                                |                   |
| Nr.                                                                                      | Datum                     | Turnier       | Belag         | Partner         | Finalgegner                    | Ergebnis          |
| 01.                                                                                      | 07. November 2010         | Valencia      | Hartplatz (i) | Jamie Murray    | Mahesh Bhupathi Maks Mirny     | 7:68, 5:7, [10:7] |
| 02.                                                                                      | 09. Oktober 2011          | Tokio         | Hartplatz     | Jamie Murray    | František Čermák Filip Polášek | 6:1, 6:4          |
| 03.                                                                                      | 23. Juni 2019             | Queen’s Club  | Rasen         | Feliciano López | Rajeev Ram Joe Salisbury       | 7:66, 5:7, [10:5] |
| Detaillierte Darstellung der verlorenen Finals                                           |                           |               |               |                 |                                |                   |
| Nr.                                                                                      | Datum                     | Turnier       | Belag         | Partner         | Finalgegner                    | Ergebnis          |
| 01.                                                                                      | 01. Oktober 2006          | Bangkok       | Hartplatz (i) | Jamie Murray    | Jonathan Erlich Andy Ram       | 2:6, 6:2, [4:10]  |
| 02.                                                                                      | 11. August 2013           | Montreal      | Hartplatz     | Colin Fleming   | Alexander Peya Bruno Soares    | 4:6, 6:74         |

Mixed
| Anzahl von Turniersiegen und Finalteilnahmen bei unterschiedlichen Turnieren und Belägen |                       |           |       |              |                               |                  |
|                                                                                          | Siege                 | Siege     |       |              | Finalteilnahmen               | Finalteilnahmen  |
|                                                                                          | Kategorien            | Beläge    |       |              | Kategorien                    | Beläge           |
|                                                                                          | Olympische Spiele (0) | Rasen (0) |       |              | Olympische Spiele (1)         | Rasen (1)        |
| Detaillierte Darstellung der verlorenen Finals                                           |                       |           |       |              |                               |                  |
| Nr.                                                                                      | Datum                 | Turnier   | Belag | Partner      | Finalgegner                   | Ergebnis         |
| 01.                                                                                      | 05. August 2012       | London    | Rasen | Laura Robson | Wiktoryja Asaranka Maks Mirny | 6:2, 3:6, [8:10] |

### Statistik

#### Einzel
| Turnier                      | 2024              | 2023              | 2022              | 2021              | 2020              | 2019              | 2018              | 2017              | 2016              | 2015              | 2014              | 2013              | 2012              | 2011              | 2010              | 2009              | 2008              | 2007              | 2006              | 2005              | 2004              | 2003              | Gesamt  |
| ---------------------------- | ----------------- | ----------------- | ----------------- | ----------------- | ----------------- | ----------------- | ----------------- | ----------------- | ----------------- | ----------------- | ----------------- | ----------------- | ----------------- | ----------------- | ----------------- | ----------------- | ----------------- | ----------------- | ----------------- | ----------------- | ----------------- | ----------------- | ------- |
| Australian Open              | 1R                | 3R                | 2R                | –                 | –                 | 1R                | –                 | AF                | F                 | F                 | VF                | F                 | HF                | F                 | F                 | AF                | 1R                | AF                | 1R                | –                 | –                 | –                 | 0       |
| French Open                  | 1R                | –                 | –                 | –                 | 1R                | –                 | –                 | HF                | F                 | HF                | HF                | –                 | VF                | HF                | AF                | VF                | 3R                | –                 | 1R                | –                 | –                 | –                 | 0       |
| Wimbledon                    | –                 | 2R                | 2R                | 3R                | n. a.             | –                 | –                 | VF                | S                 | HF                | VF                | S                 | F                 | HF                | HF                | HF                | VF                | –                 | AF                | 3R                | –                 | –                 | 2       |
| US Open                      | –                 | 2R                | 3R                | 1R                | 2R                | –                 | 2R                | –                 | VF                | AF                | VF                | VF                | S                 | HF                | 3R                | AF                | F                 | 3R                | AF                | 2R                | –                 | –                 | 1       |
| ATP Finals                   | –                 | –                 | –                 | –                 | –                 | –                 | –                 | –                 | S                 | RR                | RR                | –                 | HF                | RR                | HF                | RR                | HF                | –                 | –                 | –                 | –                 | –                 | 1       |
| Indian Wells Masters         | 2R                | 3R                | 2R                | 3R                | n. a.             | –                 | –                 | 2R                | 3R                | HF                | AF                | VF                | 2R                | 2R                | VF                | F                 | AF                | HF                | 2R                | –                 | –                 | –                 | 0       |
| Miami Masters                | 3R                | 1R                | 2R                | –                 | n. a.             | –                 | –                 | –                 | 3R                | F                 | VF                | S                 | F                 | 2R                | 2R                | S                 | 2R                | HF                | 1R                | –                 | –                 | –                 | 2       |
| Monte Carlo Masters          | –                 | 1R                | –                 | –                 | n. a.             | –                 | –                 | AF                | HF                | –                 | –                 | AF                | VF                | HF                | 2R                | HF                | HF                | –                 | 1R                | –                 | –                 | –                 | 0       |
| Madrid Masters               | –                 | 1R                | AF                | –                 | n. a.             | –                 | –                 | AF                | F                 | S                 | AF                | VF                | –                 | AF                | VF                | VF                | S                 | AF                | AF                | –                 | –                 | –                 | 2       |
| Rom Masters                  | –                 | 1R                | –                 | –                 | –                 | –                 | –                 | 2R                | S                 | AF                | VF                | 2R                | AF                | HF                | AF                | 2R                | 2R                | 1R                | 1R                | –                 | –                 | –                 | 1       |
| Hamburg Masters1             | nicht ausgetragen | nicht ausgetragen | nicht ausgetragen | nicht ausgetragen | nicht ausgetragen | nicht ausgetragen | nicht ausgetragen | nicht ausgetragen | nicht ausgetragen | nicht ausgetragen | nicht ausgetragen | nicht ausgetragen | nicht ausgetragen | nicht ausgetragen | nicht ausgetragen | nicht ausgetragen | AF                | 1R                | 2R                | –                 | –                 | –                 | 0       |
| Kanada Masters               | –                 | AF                | 1R                | –                 | n. a.             | –                 | –                 | –                 | –                 | S                 | VF                | AF                | AF                | 2R                | S                 | S                 | HF                | 2R                | HF                | –                 | –                 | –                 | 3       |
| Cincinnati Masters           | –                 | –                 | 2R                | 2R                | AF                | –                 | 1R                | –                 | F                 | HF                | VF                | VF                | AF                | S                 | VF                | HF                | S                 | 1R                | VF                | –                 | –                 | –                 | 2       |
| Shanghai Masters             | –                 | –                 | nicht ausgetragen | nicht ausgetragen | nicht ausgetragen | –                 | –                 | –                 | S                 | HF                | AF                | –                 | F                 | S                 | S                 | –                 | nicht ausgetragen | nicht ausgetragen | nicht ausgetragen | nicht ausgetragen | nicht ausgetragen | nicht ausgetragen | 3       |
| Paris Masters                | –                 | –                 | 1R                | 1R                | –                 | –                 | –                 | –                 | S                 | F                 | VF                | –                 | AF                | VF                | VF                | AF                | VF                | VF                | AF                | –                 | –                 | –                 | 1       |
| Olympische Spiele            | –                 | n. a.             | n. a.             | –                 | nicht ausgetragen | nicht ausgetragen | nicht ausgetragen | nicht ausgetragen | S                 | nicht ausgetragen | nicht ausgetragen | nicht ausgetragen | S                 | nicht ausgetragen | nicht ausgetragen | nicht ausgetragen | 1R                | nicht ausgetragen | nicht ausgetragen | nicht ausgetragen | –                 | n. a.             | 2       |
| Davis Cup                    | –                 | VF                | RR                | –                 | n. a.             | HF                | –                 | –                 | HF                | S                 | VF                | PO                | –                 | K2                | –                 | K1                | PO                | PO                | K1                | PO                | –                 | –                 | 1       |
| Turnierteilnahmen4           | 12                | 18                | 19                | 14                | 4                 | 8                 | 6                 | 11                | 17                | 18                | 21                | 12                | 19                | 18                | 19                | 18                | 22                | 16                | 26                | 9                 | 0                 | 0                 | 307     |
| Erreichte Finals             | 0                 | 1                 | 2                 | 0                 | 0                 | 1                 | 0                 | 2                 | 13                | 7                 | 3                 | 5                 | 7                 | 6                 | 4                 | 7                 | 6                 | 4                 | 2                 | 1                 | 0                 | 0                 | 71      |
| Gewonnene Einzel-Titel       | 0                 | 0                 | 0                 | 0                 | 0                 | 1                 | 0                 | 1                 | 9                 | 4                 | 3                 | 4                 | 3                 | 5                 | 2                 | 6                 | 5                 | 2                 | 1                 | 0                 | 0                 | 0                 | 46      |
| Hartplatz-Siege/-Niederlagen | 5:8               | 15:12             | 17:6              | 12:12             | 3:3               | 11:7              | 6:3               | 6:3               | 12:3              | 48:6              | 42:12             | 43:14             | 26:5              | 35:8              | 34:12             | 47:6              | 43:10             | 36:12             | 26:14             | 7:4               | 0:0               | 0:0               | 503:177 |
| Sand-Siege/-Niederlagen      | 0:2               | 0:3               | 2:0               | 0:0               | 0:1               | 0:0               | 0:0               | 9:5               | 18:3              | 17:1              | 11:4              | 5:3               | 9:4               | 12:4              | 6:4               | 9:4               | 7:5               | 0:2               | 4:5               | 0:2               | 0:0               | 0:0               | 109:52  |
| Rasen-Siege/-Niederlagen     | 1:2               | 1:2               | 7:3               | 3:2               | 0:0               | 0:0               | 1:2               | 4:2               | 12:0              | 12:1              | 5:2               | 12:0              | 12:2              | 9:1               | 6:2               | 10:1              | 8:1               | 2:0               | 9:4               | 5:3               | 0:0               | 0:0               | 119:30  |
| Teppich-Siege/-Niederlagen   | nicht genutzt     | nicht genutzt     | nicht genutzt     | nicht genutzt     | nicht genutzt     | nicht genutzt     | nicht genutzt     | nicht genutzt     | nicht genutzt     | nicht genutzt     | nicht genutzt     | nicht genutzt     | nicht genutzt     | nicht genutzt     | nicht genutzt     | nicht genutzt     | 0:0               | 5:0               | 1:2               | 2:1               | 0:0               | 0:0               | 8:3     |
| Gesamt-Siege/-Niederlagen4   | 6:12              | 16:17             | 26:19             | 15:14             | 3:4               | 11:7              | 7:5               | 25:10             | 78:9              | 71:14             | 59:20             | 43:8              | 56:16             | 56:13             | 46:18             | 66:11             | 58:16             | 43:14             | 40:25             | 14:10             | 0:0               | 0:0               | 739:262 |
| Jahresendposition            | –                 | 42                | 49                | 134               | 122               | 125               | 240               | 16                | 1                 | 2                 | 6                 | 4                 | 3                 | 4                 | 4                 | 4                 | 4                 | 11                | 17                | 63                | 411               | 540               | N/A     |

Zeichenerklärung: S = Turniersieg; F, HF, VF, AF = Einzug ins Finale / Halbfinale / Viertelfinale / Achtelfinale; 1R, 2R, 3R = Ausscheiden in der 1. / 2. / 3. Hauptrunde; RR = Round Robin (Gruppenphase);
PO = Playoff (Auf- und Abstiegsrunde in der Davis-Cup-Weltgruppe); n. a. = Turnier wurde in dem Jahr nicht ausgetragen
1 Das Turnier von Hamburg ist seit 2009 nicht mehr Teil der Masters-Serie.

2 Das Turnier von Stockholm fand nur von 1990 bis 1995 als Masters-Turnier statt

3 Das Turnier von Stuttgart fand 1995 einmal in Essen statt und war davor nicht Teil der Masters-Serie

4 Hier gelten nur – wie auch bei bei Finalteilnahmen und gewonnenen Titeln – Turniere der ATP Tour sowie die vier Grand-Slam-Turniere und die ATP Finals; d. h. keine Challenger- und Future-Turniere oder Mannschaftswettbewerbe (Davis Cup oder World Team Cup).
4 Letztere zählen jedoch in den Sieg/Niederlagen-Statistiken rein. Kurzfristige Rücktritte vom Match zählen weder zu den Turnierteilnahmen (wenn in der ersten Runde) noch zur Siegesbilanz.